# 東京REMIX族
『東京REMIX族』（とうきょうリミックスぞく、TOKYO REMIX ZOKU）は、2005年4月2日から2013年6月29日までJ-WAVEで放送されていたラジオ番組。2013年3月までNTTドコモの一社提供であり、番組名も『DoCoMo TOKYO REMIX ZOKU』であった。

## 概要
世間で話題になっている旬の出来事をテーマに取り上げており、そのテーマに関連のあるゲストを招いての対談を主としている。
番組は大きく3つのパートに分かれており、序盤はスタジオにゲストを招いてその道を極めた話を聞く「今週の極み」、中盤はスタジオとは別に収録された著名人へのインタビューコーナー、終盤にはリスナーからのメールを紹介するコーナーがそれぞれ設けられている。中盤・終盤は不定期にコーナータイトルがリニューアルされる。また「今週の極み」では、選曲ガイドとしてファントム田中（田中穂蓄）が登場し、その楽曲やアーティストに関する話題を紹介している。
2007年3月までは、番組終盤にサヘルがDVDを紹介する「サヘルのお宝DVDショッピング」が設けられていた。中川翔子がアシスタントになった番組後期には、「キモス」な生物を紹介する「スカシカシパン情報局」コーナーが置かれていた。
2013年6月で番組は終了したが、2014年4月よりJFN系列（TOKYO FM他、加盟各局）で『山田五郎と中川翔子の『リミックスZ』』がスタート。内容は番組末期の「今週の極み」と「スカシカシパン情報局」のコーナーをほぼそのまま引き継いでおり、放送局を移動するという形で事実上の復活を遂げた。

## ナビゲーター
- 山田五郎
- サヘル・ローズ（アシスタント、2005年4月 - 2007年3月）
- 中川翔子（アシスタント、2007年4月[3] - 2013年6月）

## 放送時間
- 毎週土曜日 17:00 - 17:54